# تی‌آی‌ای-۹۴۲
انجمن صنعت ارتباطات (TIA) ANSI / TIA-942-A ارتباطات استاندارد زیرساخت برای مراکز داده (ANS) که حداقل الزامات مورد نیاز برای کابل کشی ساختار یافته تعریف شده‌است، TIA / EIA-568 اغلب توسط شرکتهایی مانند ADC Telecommunications و Cisco Systems مورد اشاره قرار گرفته‌است. این استاندارد با استفاده از ANSI / TIA-942-A-1 در آوریل ۲۰۱۳ از TR-42.1 کمیته فرعی کابینه ارتباطات مخابراتی تجاری، بر توسعه استانداردها نظارت دارد.
انجمن صنعت ارتباطات، برنامه‌های صدور گواهینامه را ارائه نمی‌دهد یا مطابق با استانداردهای TIA تأیید نمی‌کند اما در بسیاری از موارد، سازمان‌ها و مشاوران دیگری وجود دارند که می‌توانند این خدمات را ارائه دهند. TIA این سازمان‌ها یا مشاوران را تأیید نمی‌کند. شبیه به سازمان‌هایی مانند ISO است که در آنها بر اساس گواهینامه‌ها متکی هستند تا اطمینان حاصل شود که نظارت بر سازمان‌هایی که چنین فعالیت‌هایی را انجام می‌دهند وجود دارد.
در ۱۵ اکتبر ۲۰۱۵ کمیته فرعی به TIA TR-42.1 رای داد تا روند بازنگری ANSI / TIA-942-A را آغاز کند. این استاندارد قرار است در سال ۲۰۱۶ به روز رسانی شده و نسخه جدید ANSI / TIA-942 که به عنوان ANSI / TIA-942-B برچسب گذاری می‌شود، در ماه ژوئیه ۲۰۱۷ عرضه خواهد شد.
مشخصات ANSI / TIA-942-A مراجع داده‌های خصوصی و عمومی مورد نیاز برای برنامه‌ها و مراحل مانند:
- معماری شبکه
- طراحی برق
- ذخیره فایل، پشتیبان‌گیری و بایگانی
- افزونگی سیستم
- کنترل دسترسی شبکه و امنیت
- مدیریت پایگاه داده
- میزبانی وب
- میزبانی برنامه
- توزیع محتوا
- کنترل محیطی
- حفاظت در برابر خطرات فیزیکی (آتش‌سوزی، سیلاب و باد)
- مدیریت قدرت